# Montréal-Centre (district électoral du Canada-Uni)
Circonscription électorale provinciale du Canada
Montréal-Centre est un district électoral de l'Assemblée législative de la province du Canada.

## Liste des députés
| Années | Années      | Député    | Affiliation  |
| ------ | ----------- | --------- | ------------ |
|        | 1861 - 1863 | John Rose | Conservateur |
|        | 1863 - 1867 | John Rose | Conservateur |